# Srebrnica
Pour l’article homonyme, voir Srebrnica (Łódź).
La Srebrnica (en serbe cyrillique : Сребрница) est une rivière de Serbie. Sa longueur est de 12 km.
La Srebrnica, qui coule dans la municipalité de Stragari, appartient au bassin versant de la mer Noire.